# Ignatius Kegler
Ignatius Kegler, nato Ignaz Kögler ed in Cina noto come Dai Jinxian (Landsberg am Lech, 11 maggio 1680 – Pechino, 29 marzo 1746) è stato un gesuita, astronomo e missionario tedesco che lavorò alla corte dell'Imperatore della Cina della dinastia Qing.
Entrato nei Gesuiti nel 1696, venne inviato come missionario in Cina nel 1716 dove divenne il direttore dell'Ufficio imperiale di Astronomia. Gli sono stati intitolati un liceo a Landsberg e un asteroide della fascia principale, il 5005 Kegler.